# David Brooks
David Robert Brooks, född 8 juli 1997 i Warrington, England, är en walesisk fotbollsspelare som spelar för Bournemouth. Han representerar även Wales landslag.
2018 blev han vald till årets spelare i Wales.

## Karriär
Den 30 januari 2024 lånades Brooks ut av Bournemouth till Southampton på ett låneavtal över resten av säsongen 2023/2024.